# Резолюция Совета Безопасности ООН 1666
Резолюция Совета Безопасности Организации Объединенных Наций 1666, принятая единогласно 31 марта 2006 года после подтверждения всех резолюций по Абхазии и Грузии, в частности резолюции 1615 (2005 год). Совет продлил мандат Миссии наблюдателей Организации Объединенных Наций в Грузии (МООННГ) до 15 октября 2006 года.

## Разрешение

### Наблюдения
Совет Безопасности поддержал усилия Генерального секретаря Кофи Аннана, его Специального представителя, России и Группы друзей Генерального секретаря и Организации по безопасности и сотрудничеству в Европе (ОБСЕ). Он подчеркнул важность сотрудничества между МООННГ и силами Содружества Независимых Государств в Грузии.

### Акты
В резолюции подтверждается приверженность Совета суверенитету и территориальной целостности Грузии в пределах её международно признанных границ. Кроме того, он подтвердил необходимость всеобъемлющего урегулирования на основе о принципах, содержащихся в «Документе об основных принципах распределения полномочий между Тбилиси и Сухуми», в котором содержится призыв к Грузии и Абхазии использовать все механизмы, содержащиеся в предыдущих резолюциях Совета Безопасности, для достижения мирного урегулирования. Совет поддержал усилия обеих сторон по налаживанию экономического сотрудничества.
Совет, обращаясь к обеим сторонам, призвал к заключению соглашений относительно ненасилия и возвращения беженцев и внутренне перемещенных лиц в Гальский район и призвал их обе стороны следить за своей готовностью к встрече на высоком уровне. Члены Совета призвали Грузию решить проблемы безопасности абхазской стороны, а абхазская сторона призвала решить проблемы безопасности и прав человека беженцев и внутренне перемещенных лиц в Гальском районе.
Далее в тексте резолюции содержится призыв к обеим сторонам обеспечить безопасность и свободу передвижения МООННГ, сил СНГ и других. Приветствовались усилия по осуществлению политики абсолютной нетерпимости сексуальной эксплуатации, мандат МООННГ был продлён до 15 октября 2006 года. Генеральный секретарь должен регулярно докладывать о ситуации.